# محل نمایشگاه (تورنتو)

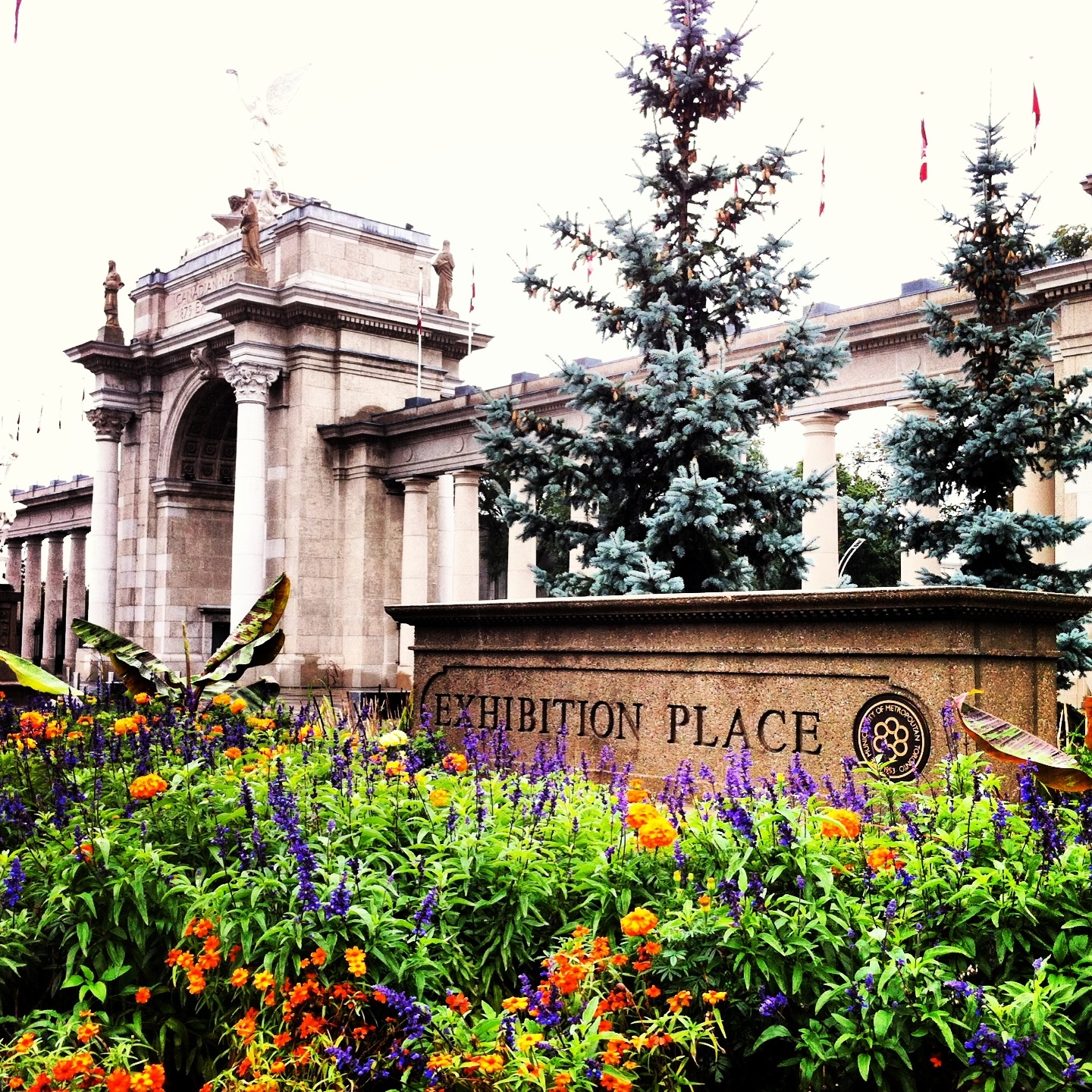

محل نمایشگاه (انگلیسی: Exhibition Place) یک منطقه توسعه با استفاده ترکیبی عمومی در تورنتو، انتاریو، کانادا، واقع در کنار خط ساحلی بلوار لیک شور دریاچه انتاریو، غرب مرکز شهر تورنتو است. این سایت ۱۹۷ هکتاری (۸۰ هکتار) شامل مراکز نمایشگاهی، تجاری، و ضیافت، ساختمان‌های تئاتر و موسیقی، بناهای تاریخی، پارک، امکانات ورزشی، و تعدادی مکان‌های تاریخی مدنی، استانی و ملی است. از امکانات این منطقه در تمام طول سال برای نمایشگاه‌ها، نمایشگاه‌های تجاری، فعالیت‌های عمومی و خصوصی و رویدادهای ورزشی استفاده می‌شود.